# Elsa Peretti
Pour les articles homonymes, voir Peretti.
Elsa Peretti, née le 1er mai 1940 à Florence en Italie et morte le 19 mars 2021 à Sant Martí Vell dans la  province de Gérone en Espagne, est une créatrice de bijoux et designer italienne. Elle fait partie, avec d'autres intellectuels espagnols des années 1960, de la gauche divine.

## Biographie

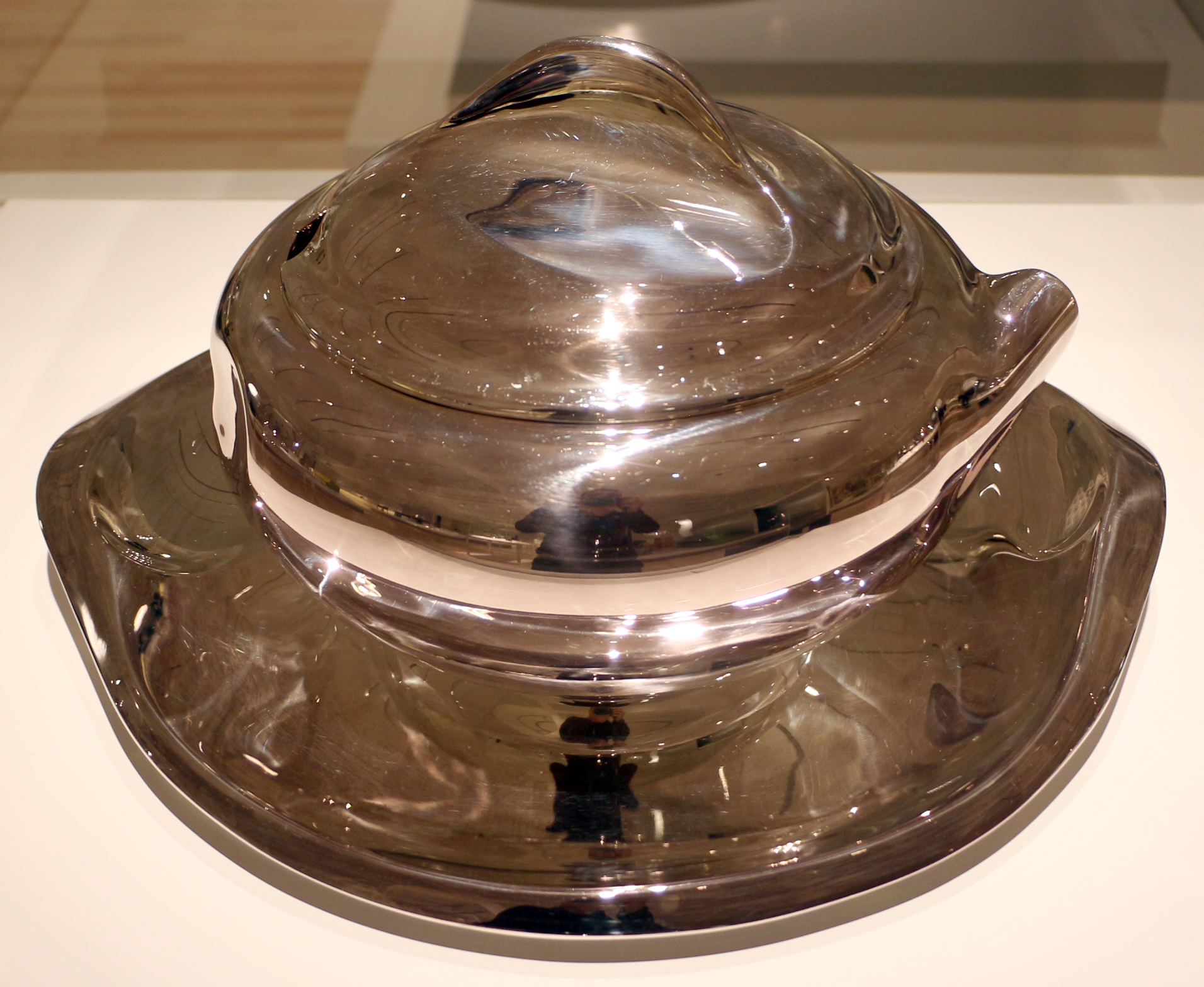
Bijou d'Elsa Peretti pour Tiffany & Co., 1984.

Née dans une riche famille florentine, Elsa Peretti fait ses études à Rome à l'école d'art décoratifs Volbicela, d'où elle est diplômée en design d'intérieur. En 1960, elle part pour New York et commence à dessiner des bijoux pour de grands joaillers comme Oscar de la Renta, Tiffany & Co. et Roy Halston Frowick.

## Philanthropie
En 2000, Elsa Peretti crée une fondation, la Nando Peretti Foundation (NPF), en l'honneur de son père. Depuis 2015, elle est rebaptisée Nando and Elsa Peretti Foundation (NaEPF).

## Décoration
- Grand officier de l'ordre du Mérite de la République italienne (2005)[4]

## Postérité
En 2021, l'actrice Rebecca Dayan interprète Elsa Peretti dans la mini-série Halston, diffusée sur le service Netflix.